# Чемпіонат України з хокею 1995
3-й розіграш чемпіонату України з хокею відбувся на початку квітня 1995 року у Києві.

## Регламент змагань
За тридицією минулих років змагання передбачалося провести у два етапи. На попередньому етапі 6 клубів провели одноколовий турнір. Команди, котрі посіли перші дві позиції, потрапили до фінального раунду турніру, де до них приєднався київський «Сокіл».
Три фіналісти визначили з-поміж себе переможця та призерів чемпіонату за підсумками одноколового турніру.

### Склад учасників
Участь у третьому чемпіонаті України взяли всі команди, що змагалися в попередньому розіграші.
Дебютантами змагань стали хокеїсти київського АТЕК.

### Попередній етап
Ігри попередього етапу тривали з 6 по 10 квітня, було зіграно 15 матчів.
| Місце | Команда             | 1    | 2   | 3   | 4   | 5    | 6    | І | В | Н | П | Ш     | Р   | О |
| ----- | ------------------- | ---- | --- | --- | --- | ---- | ---- | - | - | - | - | ----- | --- | - |
| 1     | ШВСМ Київ           |      | 2:2 | 4:3 | 7:1 | 13:2 | 10:2 | 5 | 4 | 1 | 0 | 36:10 | +26 | 9 |
| 2     | АТЕК Київ           | 2:2  |     | 5:4 | 7:8 | 6:1  | 7:2  | 5 | 3 | 1 | 1 | 27:17 | +10 | 7 |
| 3     | «Політехнік» Київ   | 3:4  | 4:5 |     | 7:2 | 5:3  | 8:3  | 5 | 3 | 0 | 2 | 27:17 | +10 | 6 |
| 4     | «Саламандра» Харків | 1:7  | 8:7 | 2:7 |     | 4:4  | 2:4  | 5 | 1 | 1 | 3 | 17:29 | -12 | 3 |
| 5     | «Крижинка» Київ     | 2:13 | 1:6 | 3:5 | 4:4 |      | 6:2  | 5 | 1 | 1 | 3 | 16:30 | -14 | 3 |
| 6     | «Сокіл-2» Київ      | 2:10 | 2:7 | 3:8 | 4:2 | 2:6  |      | 5 | 1 | 0 | 4 | 13:33 | -20 | 2 |

### Фінальний етап
На фінальному етапі відбулося 3 зустрічі.
| Місце | Команда      | 1   | 2   | 3   | І | В | Н | П | Ш     | Р   | О |
| ----- | ------------ | --- | --- | --- | - | - | - | - | ----- | --- | - |
| 1     | «Сокіл» Київ |     | 7:1 | 5:0 | 2 | 2 | 0 | 0 | 12:10 | +11 | 4 |
| 2     | АТЕК Київ    | 1:7 |     | 1:0 | 2 | 1 | 0 | 1 | 02:70 | -5  | 2 |
| 3     | ШВСМ Київ    | 0:5 | 0:1 |     | 2 | 0 | 0 | 2 | 00:60 | -6  | 0 |

## Підсумкова класифікація
| Місце | Команда             |
| ----- | ------------------- |
| 1     | «Сокіл» Київ        |
| 2     | АТЕК Київ           |
| 3     | ШВСМ Київ           |
| 4     | «Політехнік» Київ   |
| 5     | «Саламандра» Харків |
| 6     | «Крижинка» Київ     |
| 7     | «Сокіл-2» Київ      |